# Кар'єр Яман-Каси
Кар'єр Яман-Каси – колишнє гірничодобувне підприємство у Оренбурзькій області Росії.
Родовище Яман-Каси виявили ще в 1942 році за кілька кілометрів на південь від Блявінського рудника, що був початковою сировинною базою Мідногорського мідно-сірчаного комбінату. Руда містила в середньому 2,56% міді та 5,56% цинку, проте запаси родовища були доволі невеликі і не сприяли його залученню до розробки.
З 1989 кар’єрний видобуток на Яман-Каси вела старательска артіль, а з 1992 по 1999 роки його повномасштабною розробкою займався Гайський гірничо-збагачувальний комбінат, у складі якого діє Гайська збагачувальна фабрика. Всього було вилучено біля 1,5 млн тон руди.
Наразі у відпрацьованому кар’єру утворилось озеро, глибина якого перевищує 40 метрів.